# Arundinella blephariphylla
Arundinella blephariphylla är en gräsart som först beskrevs av Henry Trimen, och fick sitt nu gällande namn av Henry Trimen och Joseph Dalton Hooker. Arundinella blephariphylla ingår i släktet Arundinella och familjen gräs. Inga underarter finns listade i Catalogue of Life.